# Neue Sorge (Królewiec)

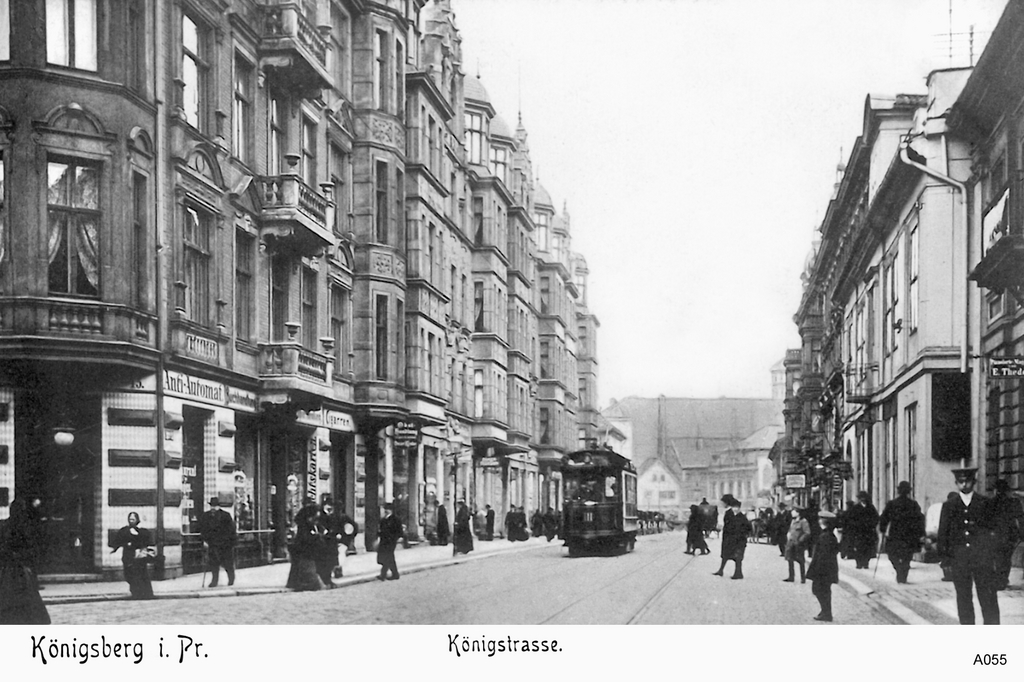
Fragment Königsstr. w pocz. XX w.

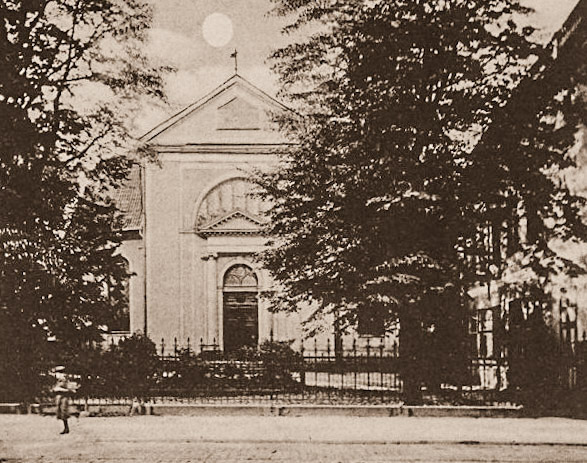
Francuski kościół ewangelicko-reformowany w Królewcu

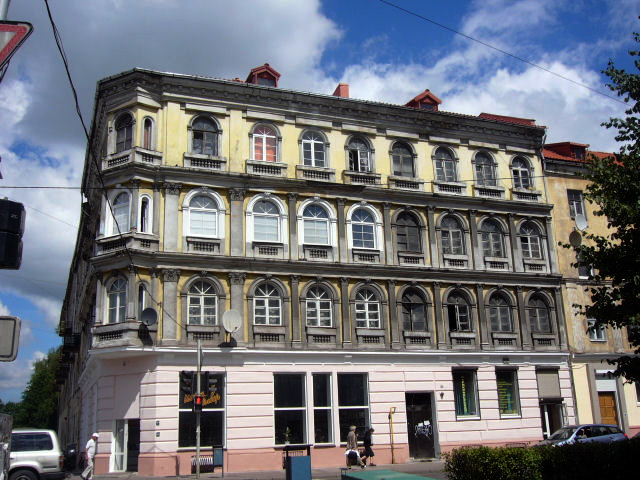
Fragment ul. Frunzego dzisiaj

Neue Sorge  – do 1809 jedna z wolnizn zamkowych, w późniejszych latach część śródmieścia Królewca.
Założona 1662 przez Wielkiego Elektora. Od 1811 zwana ul. Królewską (Königsstrasse), od znajdującego się tu pałacu Fryderyka Wilhelma I z 1731, później mieszczącego zbiory Biblioteki Królewskiej i Uniwersyteckiej. Stała się jedną z głównych ulic miasta. 16 czerwca 1812 tędy uroczyście wkroczył do miasta cesarz Napoleon Bonaparte. 
Tu mieściła się Akademia Sztuk Pięknych założona w 1842 staraniem prezydenta von Schöna. Naprzeciw Akademii wznosił się francuski kościół reformowany służący potomkom emigrantów hugonockich. Barokową budowlę z lat 1733–1736 zaprojektował Joachim Ludwig Schultheiß von Unfried na wzór świątyni w Caen. Był budowlą centralną, o rzucie wydłużonego dziesięcioboku. Z projektowanej wieży wzniesiono jedynie dolną kondygnację. Obok kościoła leżał stary cmentarz ewangelicko-reformowany, założony w 1629 i otoczony krużgankiem, na którego miejscu pod koniec XIX w. planowano wzniesienie budynku muzeum.
Obecnie jest to ul. Frunzego (ros. ul. Frunze – ул. Фрунзе). Po zniszczeniach dokonanych w latach 1944–1945 ruiny usunięto, a ulicę znacznie poszerzono prawie na całej długości. Z dawnej zabudowy przetrwało kilka kamienic. Ulicę nadal zamyka neogotycka Brama Królewska z połowy XIX w., relikt obwarowań twierdzy.